# Elecciones parlamentarias de Grecia de junio de 2012
Las elecciones legislativas griegas de junio de 2012 se realizaron el 17 de junio de 2012 como consecuencia de que no se lograra formar una coalición de gobierno tras los resultados de las elecciones de mayo. La Constitución griega permite al Presidente de la República disolver un parlamento recientemente electo si no se logra formar un gobierno, aún sin el consentimiento del Parlamento. Luego de los resultados electorales del 17 de junio, nuevamente ningún partido político obtuvo la mayoría absoluta parlamentaria y tendría que formarse un gobierno de coalición. El 20 de junio el líder de Nueva Democracia Antonis Samarás juró su cargo como nuevo presidente del gobierno, gracias al pacto alcanzado con el PASOK e Izquierda Democrática, aunque éstos no ocuparon ninguna cartera ministerial.

## Antecedentes
El artículo 37 de la Constitución señala: "El líder del partido que tenga la mayoría de escaños en el parlamento será nombrado primer ministro. Si ningún partido obtiene la mayoría absoluta, el presidente de la República entregará al líder del partido con mayoría relativa un mandato exploratorio a fin de determinar la posibilidad de formar un gobierno que goce de la confianza del parlamento. Si esta posibilidad no se puede lograr, el presidente de la República dará el mandato exploratorio al líder del segundo partido más grande en el parlamento, y si esto también fracasa, al líder del tercer partido más grande en el parlamento. Cada mandato exploratorio estará en vigor durante tres días. Si todos los mandatos exploratorios resultan infructuosos, el presidente de la República convocará a todos los líderes de los partidos, y si se confirma la imposibilidad de conformar un gabinete que goce de la confianza del parlamento, se deberá tratar de formar un gabinete integrado por todos los partidos con representación parlamentaria con el propósito de celebrar elecciones legislativas. Si esto no funciona, se deberá encomendar al presidente del Tribunal Administrativo Supremo o de la Corte Suprema Civil y Penal o del Tribunal de Cuentas para formar un gabinete lo más ampliamente aceptado como sea posible para llevar a cabo las elecciones y se disuelva el parlamento".

### Elecciones de mayo
En las elecciones del 6 de mayo, ningún partido obtuvo la mayoría absoluta de escaños. El presidente de la República Karolos Papoulias, en conformidad con la Constitución, ofreció los sucesivos mandatos exploratorios a los líderes de los tres partidos más grandes: Antonis Samarás, de Nueva Democracia, Alexis Tsipras de la Coalición de la Izquierda Radical, y Evángelos Venizelos del Movimiento Socialista Panhelénico. Cada uno a su vez no pudo formar un gobierno y regresaron sus mandatos al presidente.
El 13 de mayo, el presidente siguió los términos del artículo 37 de la Constitución y se reunió con todos los líderes de los partidos en un intento por encontrar una manera de formar un gobierno de mayoría. El ministro de finanzas alemán, Wolfgang Schäuble, dijo que la elección sería un referéndum sobre la continuación de Grecia como miembro de la eurozona. "Si Grecia -y esta es la voluntad de la gran mayoría- quiere quedarse en el euro, entonces tienen que aceptar las condiciones. De lo contrario no es posible. Ningún candidato responsable puede ocultar eso a los electores".
El Presidente de la República Károlos Papoúlias propuso sin éxito un acuerdo de gobierno de personalidades tecnócratas y luego un gabinete transitorio integrado por todos los partidos con representación en el Parlamento. En consecuencia, el presidente Papoúlias ejerció el procedimiento previsto en la Constitución y designó el 16 de mayo al jurista Panagiotis Pikramenos (presidente del Consejo de Estado, uno de los más altos tribunales) como primer ministro interino, a quien encomendó la formación de un gabinete de transición. El 17 de mayo fueron juramentados los ministros del gabinete de transición y este mismo día quedó constituida la nueva legislatura del Parlamento. El 18 de mayo, el Pleno del Parlamento eligió su Presidium, conformado por un presidente, siete vicepresidentes, tres decanos y seis secretarios. Finalmente, el 19 de mayo, el presidente Papoúlias disolvió el Parlamento mediante decreto y convocó a nuevas elecciones legislativas para el 17 de junio de 2012.

## Procedimiento
El sistema electoral de Grecia se regula según lo previsto por la Ley 3231/2004, publicada en el Boletín Oficial del Estado del 11 de febrero de 2004. El voto es obligatorio para los ciudadanos mayores de edad hasta los 70 años; hasta el año 2000 los griegos que no cumplieran con la obligación de votar podían ser sometidos a un arresto menor o ser sancionados con multas, sin embargo, actualmente no se impone ninguna sanción a los ciudadanos que no votan y esta obligación se entiende como una medida para promover la participación electoral.
Del total de 300 escaños del Parlamento, se eligen 238 escaños en 56 circunscripciones o distritos electorales con distribución mediante el sistema de representación proporcional, 12 escaños se distribuyen también proporcionalmente a escala nacional, con un umbral del 3% requerido para obtener representación parlamentaria, y los otros 50 escaños se adjudican al partido político que gana las elecciones a nivel nacional, en las circunscripciones electorales donde obtuvo mayor votación, independientemente del porcentaje de votos obtenido. La mayoría absoluta parlamentaria se consigue cuando un partido político o coalición de partidos obtiene al menos la mitad más uno (151 de 300) del total de escaños. Los votos en blanco y no válidos, así como los votos emitidos para los partidos políticos que no alcanzan el umbral del 3%, se descartan a efectos de la asignación de escaños.
La ley tradicionalmente requiere que las votaciones comiencen con el amanecer y terminen con el anochecer en los 20.560 colegios electorales en todo el territorio de Grecia. En la práctica se realiza un redondeo del horario: la votación comienza a las 7 horas y termina a las 19 horas. A esta última hora los medios de comunicación tienen permitido la publicación de sus sondeos.

## Encuestas de opinión
Las encuestas mostraban SYRIZA llevando la delantera en el apoyo popular, por delante de ND y el PASOK. Aunque los días anteriores mostraban un empate técnico que finalmente se resolvió como victoria de ND.
| Fecha              | Agencia           | ND    | SYRIZA | PASOK | ANEL  | KKE  | XA   | DIMAR | Verdes | LAOS | DISY | DX   | DRASI | Otros o indecisos                          |
| 6 de mayo de 2012  | Elección anterior | 18,85 | 16,78  | 13,18 | 10,60 | 8,48 | 6,97 | 6,11  | 2,93   | 2,90 | 2,55 | 2,15 | 1,80  | Otros: 6,70                                |
| ------------------ | ----------------- | ----- | ------ | ----- | ----- | ---- | ---- | ----- | ------ | ---- | ---- | ---- | ----- | ------------------------------------------ |
| 10 de mayo de 2012 | Marc/Alpha        | 20,3  | 27,7   | 12,6  | 10,2  | 7,0  | 5,7  | 4,9   | 1,7    | 2,3  | 1,5  | 1,8  | 1,3   | Otros: 3,0                                 |
| 11 de mayo de 2012 | Metron            | 21,7  | 25,5   | 14,6  | 10,5  | 5,3  | 4,7  | 5,4   | 2,6    | 1,8  | 1,9  | 1,8  | 1,6   | Otros: 2,6                                 |
| 12 de mayo de 2012 | Kapa              | 18,1  | 20,5   | 12,2  | 8,4   | 6,5  | 5,8  | 5,0   | 2,5    | 2,4  | 2,5  | 2,2  | 1,3   | Otros: 1,7 Indecisos: 10,9                 |
| 14 de mayo de 2012 | Rass              | 19,4  | 20,5   | 11,8  | 7,8   | 4,8  | 3,8  | 6,2   | 1,8    | 2,0  | 2,4  | 2,3  |       | Otros: 3,7 Indecisos: 11,3                 |
| 17 de mayo de 2012 | Pulse RC          | 19,5  | 22     | 14    | 7,5   | 5,5  | 5,5  | 5,5   | 1,5    | 1,5  | 1,5  | 1,5  | 1,5   | Otros: 2,0 Indecisos: 8,0                  |
| 17 de mayo de 2012 | Marc/Alpha        | 23,1  | 21,0   | 13,2  | 7,2   | 5,1  | 4,3  | 5,6   | 1,6    | 1,3  | 1,4  | 1,8  | 0,9   | Abstención: 8,7                            |
| 19 de mayo de 2012 | Rass              | 20,2  | 21,7   | 11,7  | 7,3   | 5,5  | 3,7  | 6,2   | 1,3    | 1,9  | 2,5  | 2,0  |       |                                            |
| 20 de mayo de 2012 | Public Issue      | 24,0  | 28,0   | 15,0  | 8,0   | 5,0  | 4,5  | 7,0   |        |      |      | 3,0  |       |                                            |
| 20 de mayo de 2012 | Metron            | 19,7  | 20,8   | 14,4  | 6,5   | 4,8  | 4    | 5,2   |        | 1,5  |      | 2,3  |       | Otros: 3,6 Indecisos: 9,0, Abstención: 4,6 |

- Nota sobre la variabilidad metodológica de los sondeos: Los sondeos que se muestran con números en fondo amarillo muestran el porcentaje bruto de respuestas respecto del total. Todas las demás registran su estimación de voto tras ignorar los votos en blanco y abstenciones y tras ajustar el "voto probable" de los indecisos. Este último método (usado por ejemplo por Marc) por definición dará porcentajes relativos mayores para todos los partidos (dado que los votos a candidatura están divididos entre el total de votos válidos y no entre el total de votantes encuestados). Por ello, los porcentajes obtenidos por cada uno de estos métodos no son directamente comparables con los obtenidos por el otro.

### Predicciones de escaños
| Fecha              | Agencia    | ND  | SYRIZA | PASOK | ANEL | KKE | XA | DIMAR |
| ------------------ | ---------- | --- | ------ | ----- | ---- | --- | -- | ----- |
| 10 de mayo de 2012 | Marc/Alpha | 57  | 128    | 36    | 29   | 20  | 16 | 14    |
| 17 de mayo de 2012 | Marc/Alpha | 123 | 66     | 41    | 23   | 16  | 13 | 18    |

## Campaña electoral
Incluso antes de que se convocara a una nueva elección, el líder de DIMAR, Fotis Kouvelis, señaló que su partido no participaría en un gobierno liderado por SYRIZA, incluso después de las elecciones repetidas, dado que SYRIZA declinó participar en un gobierno de unidad con ND, PASOK y DIMAR.
Antes de las elecciones se esperaba que los partidos más grandes intentaran formar alianzas con partidos más pequeños; específicamente, Nueva Democracia llevó a cabo negociaciones con DISY, mientras que DISY también había negociado con Drasi; y SYRIZA intentó formar una alianza con el partido Acuerdo Social. Hubo rumores de que SYRIZA negociaría con los partidos Verdes Ecologistas y ANTARSYA.
Tal como se esperaba, ND y DISY anunciaron una fusión de los dos partidos políticos, mientras que Drasi y Recrear también anunciaron que formarían una coalición.

## Resultados electorales

Distribución de escaños para la 15.ª Legislatura del Parlamento Helénico:
Nueva Democracia (ND): 129 escaños (79 + bonificación de 50 escaños)
Frente Social Unificado Syriza (SYRIZA E.K.M.): 71 escaños
Movimiento Socialista Panhelénico (PASOK): 33 escaños
Griegos Independientes (ANEL): 20 escaños
Amanecer Dorado (LS - XA): 18 escaños
Izquierda Democrática (DIMAR): 17 escaños
Partido Comunista de Grecia (KKE): 12 escaños

Luego del escrutinio oficial del 100% de los votos, el partido conservador de derecha Nueva Democracia (fusionado con DISY desde el 21 de mayo de 2012) obtuvo la victoria, sin alcanzar la mayoría absoluta, con un aumento de casi 11 puntos con respecto a las elecciones legislativas de mayo, alcanzando el 29,66% de los votos válidos y 129 escaños (21 escaños más, sumándole la bonificación de 50 curules por ser el partido político más votado). El partido de izquierda Frente Social Unificado SYRIZA obtuvo el segundo lugar, aumentando más de 10 puntos sus votos (26,89% de los votos válidos) y consiguiendo 71 curules (19 más que en las elecciones anteriores). El partido socialdemócrata PASOK, de 41 escaños alcanzados hace un mes, desciende a 33 curules, disminuyendo un punto de votantes (12,28%). En el cuarto lugar se ubica el partido nacionalista de derecha ANEL (20 escaños y 7,51% de los votos); el quinto lugar es para el partido de extrema derecha Amanecer Dorado (18 escaños y 6,92% de los votos); la sexta fuerza es el partido de centro-izquierda DIMAR con 17 escaños y 6,26% de los votos; y la séptima fuerza es el Partido Comunista de Grecia con 12 curules y 4,50% de los votos. Los otros 15 partidos o alianzas que participaron suman el 5,98% de los votos y no obtuvieron representación parlamentaria.
Resultados electorales (escrutado el 100% de los votos):
| Elecciones parlamentarias de Grecia del 17 de junio de 2012 | |                                                                   |           |        |        |         |             |
| Partido político                                            | Partido político                                                                                          | Líder(es)                                                         | Votos     | %      | +/–    | Escaños | +/–         |
|                                                             | Nueva Democracia (ND) - fusionado con DISY                                                                | Antonis Samarás                                                   | 1.825.609 | 29,66% | +10,81 | 129     | 21          |
|                                                             | Frente Social Unificado SYRIZA (Syriza E.K. M.)                                                           | Alexis Tsipras                                                    | 1.655.053 | 26,89% | +10,11 | 71      | 19          |
|                                                             | Movimiento Socialista Panhelénico (PASOK)                                                                 | Evángelos Venizelos                                               | 755.832   | 12,28% | –0,90  | 33      | 8           |
|                                                             | Griegos Independientes (ANEL)                                                                             | Panos Kammenos                                                    | 462.456   | 7,51%  | –3,10  | 20      | 13          |
|                                                             | Amanecer Dorado (LS-XA)                                                                                   | Nikolaos Michaloliakos                                            | 425.980   | 6,92%  | –0,05  | 18      | 3           |
|                                                             | Izquierda Democrática (DIMAR)                                                                             | Fotis Kouvelis                                                    | 385.079   | 6,26%  | +0,15  | 17      | 2           |
|                                                             | Partido Comunista de Grecia (KKE)                                                                         | Aleka Papariga                                                    | 277.179   | 4,50%  | –3,98  | 12      | 14          |
|                                                             | Recrear (DX)-Acción (Drasi)-Alianza Liberal (FS)                                                          | Thanos Tzimeros; Stefanos Manos y Grigoris Vallianatos            | 98.063    | 1,59%  | –2,41  | 0       | Sin cambios |
|                                                             | Concentración Popular Ortodoxa (LAOS)                                                                     | Georgios Karatzaferis                                             | 97.099    | 1,58%  | –1,32  | 0       | Sin cambios |
|                                                             | Verdes Ecologistas                                                                                        | Comité de 6 miembros                                              | 54.421    | 0,88%  | –2,05  | 0       | Sin cambios |
|                                                             | Movimiento Yo No Pago (Kinima Den Plirono)                                                                | Vasilis Papadopoulos                                              | 23.734    | 0,39%  | –0,49  | 0       | Sin cambios |
|                                                             | Cooperación Anticapitalista de Izquierda para el Derrocamiento (ANTARSYA)                                 | Comité de 21 miembros                                             | 20.389    | 0,33%  | –0,86  | 0       | Sin cambios |
|                                                             | Sociedad (Koinonia): Partido Político de los Sucesores de Kapodistria                                     | Michail Iliadis                                                   | 17.771    | 0,29%  | –0,16  | 0       | Sin cambios |
|                                                             | Unión de Centristas (EK)                                                                                  | Vasilis Leventis                                                  | 17.191    | 0,28%  | –0,33  | 0       | Sin cambios |
|                                                             | Partido Pirata de Grecia (KPE)                                                                            | Ioannis Papagoupous                                               | 14.169    | 0,23%  | –0,28  | 0       | Sin cambios |
|                                                             | Movimiento Panateniense (Panki)                                                                           | Yiorgos Betsikas                                                  | 12.439    | 0,20%  | +0,20' | 0       | Sin cambios |
|                                                             | Partido Comunista de Grecia (Marxista-Leninista)–Partido Comunista Marxista-Leninista de Grecia (KKE M-L) | Comité de 4 miembros                                              | 7.648     | 0,12%  | –0,13  | 0       | Sin cambios |
|                                                             | Esperanza Nacional (EE)                                                                                   | Yiorgios Papadopoulos                                             | 4.303     | 0,07%  | Nuevo  | 0       | Sin cambios |
|                                                             | Partido Liberal (KF)                                                                                      | Manolis Kaligiannis                                               | 615       | 0,01%  | –0,05  | 0       | Sin cambios |
|                                                             | Independientes                                                                                            | Candidatos independientes en varias circunscripciones electorales | 416       | 0,01%  | –0,04  | 0       | Sin cambios |
|                                                             | Movimiento de Resistencia Nacional (KEAN)                                                                 | Ippokratis Savvouras                                              | 80        | 0,0%   | 0      | 0       | Sin cambios |
|                                                             | Movimiento de Todos los Trabajadores Agrícolas de Grecia (PAEKE)                                          | Miltiadis Tzalazidis                                              | 1         | 0,0%   | 0      | 0       | Sin cambios |
| Votos válidos                                               | Votos válidos                                                                                             | Votos válidos                                                     | 6.155.527 | 99,02% |        |         |             |
| Votos no válidos                                            | Votos no válidos                                                                                          | Votos no válidos                                                  | 36.277    | 0,58%  |        |         |             |
| Votos en blanco                                             | Votos en blanco                                                                                           | Votos en blanco                                                   | 25.052    | 0,40%  |        |         |             |
| Total                                                       | Total | Total                                                             | 6.216.856 | 100,0% |        | 300     |             |
| Participación electoral                                     | Participación electoral                                                                                   | Participación electoral                                           |           | 62,47% |        |         |             |
| Fuente: Ministerio del Interior de Grecia                   | |                                                                   |           |        |        |         |             |
|                                                             | |                                                                   |           |        |        |         |             |

## Formación del gobierno
El lunes 18 de junio de 2012, el Presidente de Grecia, Károlos Papoúlias otorgó a Antonis Samarás, líder de la conservadora Nueva Democracia, el mandato para formar un gobierno de coalición en un plazo de 3 días, por ser el partido político que obtuvo la mayoría relativa (129 escaños y 29,66% de los votos) en las elecciones legislativas del 17 de junio. Samarás consideró "necesaria" la pronta formación de un gobierno de "salvación y unidad nacional, de larga duración, con la participación del máximo número posible de partidos políticos".
El 18 de junio, Samarás inició la ronda de conversaciones con Alexis Tsipras, líder del izquierdista Frente Social Unificado Syriza, la segunda fuerza política. Tsipras rechazó formar parte del gobierno, afirmó que "Nueva Democracia y Syriza tienen estrategias opuestas" y anunció que asumirá el liderazgo de una oposición "activa y constructiva" para controlar al gobierno "en cada uno de sus pasos". Este mismo día, Samarás se reunió con Evángelos Venizelos, líder del socialdemócrata PASOK (tercera fuerza política), quien anunció que "este martes, a más tardar, puede haber un gobierno en Grecia", mostrándose a favor de formar parte de un gobierno de coalición con Nueva Democracia. Luego Samarás se reunió con Panos Kammenos, líder de ANEL, quien rechazó la posibilidad de formar parte de un gobierno de coalición con ND, por su oposición al acuerdo de rescate suscrito con la Comisión Europea, el FMI y el Banco Central Europeo.
El martes 19 de junio, ND informó que estaba a punto de formar un gobierno de coalición con el PASOK y DIMAR, aunque de este último su líder Fotis Kouvelis expresó que "sólo ofrecería un apoyo condicional", sujeto a la renegociación del programa de ajustes pactado con la Comisión Europea, el Fondo Monetario Internacional y el Banco Central Europeo. Este día se realizó una reunión entre el líder del PASOK, Evángelos Venizelos, y el líder de DIMAR, Fotis Kuvelis. Luego Samarás se reunió con Kouvelis para evaluar el apoyo de DIMAR para constituir una coalición de tres partidos. Al final de esta jornada de reuniones, ND afirmó tener un acuerdo preliminar con el PASOK y DIMAR con el fin de formar "un gobierno de salvación nacional".
El miércoles 20 de junio, después de las conversaciones para consensuar un programa de acción común, ND anunció un gobierno de coalición con PASOK y DIMAR, liderado por Samarás como primer ministro y con el apoyo de 179 parlamentarios de los 300 del Parlamento Helénico. En acto oficial celebrado en el Palacio Presidencial de Atenas, Antonis Samarás juró su cargo como primer ministro de Grecia ante el presidente de la República Károlos Papoúlias y el Arzobispo de Atenas y Primado de la Iglesia Ortodoxa de Grecia Hieronymus II, prometiendo "con patriotismo, unidad nacional sin fisuras y con la ayuda de Dios, trabajar duro para ofrecer resultados concretos y esperanza al pueblo".
El jueves 21 de junio, el nuevo primer ministro Samarás se reunió con sus aliados Evángelos Venizelos del PASOK y Fotis Kouvelis de DIMAR, para trazar la plataforma política del gobierno y llegar a un acuerdo final sobre la conformación del gabinete. Luego firmaron el acuerdo de coalición, en el que el nuevo gobierno afirma que los principales objetivos son "impulsar el crecimiento, revisar los términos del memorando de entendimiento sin poner en peligro la posición de Grecia en la eurozona, enfrentar el déficit, reducir la deuda pública e implementar reformas estructurales". Los 17 nuevos ministros (12 militantes de ND y 5 tecnócratas independientes propuestos por PASOK y DIMAR) juraron sus cargos e inmediatamente después tuvieron su primera reunión del Consejo Ministerial. Entre los ministros no hay ningún diputado del PASOK ni de DIMAR, por petición de los partidos mismos.
El jueves 28 de junio quedó constituida formalmente la 15.ª Legislatura del Parlamento Helénico, en una ceremonia de toma de posesión donde los 300 legisladores recibieron sus actas y juraron el cargo. La ceremonia fue presidida por el vicepresidente del Parlamento, Ioannis Tragakis, y fue oficiada por el Arzobispo de Atenas y de toda Grecia, Hieronymus II, presidente del Santo Sínodo de la Iglesia Ortodoxa de Grecia
El viernes 29 de junio, el Pleno del Parlamento eligió su Presidium, conformado por los legisladores Evangelos Meimarakis (ND - presidente), Ioannis Tragakis (ND - primer vicepresidente), Athanasios Nakos (ND - segundo vicepresidente), Christos Markogiannakis (ND - tercer vicepresidente), Ioannis Dragasakis (SYRIZA - cuarto vicepresidente), Leonidas Grigorakos (PASOK - quinto vicepresidente), Maria Kollia-Tsaroucha (ANEL - sexta vicepresidenta), además de tres cuestores (dos de ND y uno de SYRIZA) y seis secretarios (cuatro de ND, uno de SYRIZA y uno de PASOK).
El viernes 6 de julio, el primer ministro Antonis Samarás presentó el programa de políticas del gobierno  de coalición ante el Parlamento Helénico, seguido por discursos de los ministros de su gabinete. El debate parlamentario sobre el programa del gobierno comenzó el sábado 7 de julio y culminó entre la noche del domingo 8 de julio y las primeras horas del lunes 9 de julio, con el voto de confianza a favor del gobierno tripartito de coalición, con el apoyo de los 179 legisladores de ND, PASOK y DIMAR; y la oposición de los 121 legisladores de SYRIZA, ANEL, XA y KKE, que votaron en contra.